# 10560 Michinari
10560 Michinari eller 1993 TN är en asteroid i huvudbältet som upptäcktes den 8 oktober 1993 av de båda japanska astronomerna Kazuro Watanabe och Kin Endate vid Kitami-observatoriet. Den är uppkallad efter Michinari Yamamoto.
Asteroiden har en diameter på ungefär 5 kilometer.